# 243 Ida
243  Ida (mednarodno ime je tudi 243 Ida) je  velik nepravilno oblikovan asteroid tipa S v glavnem asteroidnem pasu. Pripada asteroidni družini Koronis.

## Odkritje
Asteroid je odkril astronom Johann Palisa (1848 – 1925) 29. septembra 1884. Poimenovan je po nimfi Idi iz grške mitologije.

## Lastnosti
Asteroid Ida obkroži Sonce v 4,84 letih. Njegova tirnica ima izsrednost 0,046, nagnjena pa je za 1,138° proti ekliptiki. Okrog svoje osi pa se zavrti v 4,62 urah. Čeprav so razsežnosti Ide 53,6×24.0×15,2 km, bi bil tem velikostim najbližji elipsoid z merami 60,0×25,2×18,6 km. Takšen elipsoid se od dejanskega telesa Ide razlikuje tudi do 8,4 km. Ida ima majhno luno, ki omogoča določiti tudi površinsko težnost, ki se verjetno giblje med 0,0031 in 0,0324 m/s². Vrtilna os je blizu krajše telesne osi. To pomeni, da na vrhu daljše osi deluje centripetalna sila velika 0,0042 m/s2. Na asteroid zaradi tega nenehno deluje precej velika mehanska napetost. 
Eden izmed kraterjev na asteroidu je poimenovan po Džovkovdjanu, najdišču pekinškega človeka. 

### Naravni satelit
Asteroid Ida ima majhen naravni satelit (luno). Odkrili so ga na posnetku, ki ga je poslala na Zemljo sonda Galileo. Satelit je dobil začasno oznako S/1993 (243) 1, pozneje so ga preimenovali v (243) Ida I Daktil.